# Dicrotendipes tamaviridis
Dicrotendipes tamaviridis är en tvåvingeart som beskrevs av Sasa 1981. Dicrotendipes tamaviridis ingår i släktet Dicrotendipes och familjen fjädermyggor. Inga underarter finns listade i Catalogue of Life.